# Matka Angelica
Matka Mary Angelica od Zvěstování, PCPA; přezdívaná zkráceně Matka Angelica, rozená Rita Antoinette Rizzo (20. dubna 1923 – 27. března 2016) byla americká františkánská řeholnice známá jako televizní hvězda a zakladatelka jak mezinárodního vysílání kabelové televize Eternal Word Television Network (EWTN), tak i rádiového vysílání WEWN.
V roce 1981 začala Matka Angelica vysílat náboženské programy z přestavěné garáže v Birminghamu v Alabamě. V průběhu příštích dvaceti let vytvořila mediální síť, která zahrnovala nejen rádio, televizi, internetové kanály, ale i tištěná media.
Matka Angelica vystupovala na EWTN dokud v roce 2001 nedostala mrtvici. Poté žila uzavřeně v klášteře v Hanceville až do své smrti o velikonoční neděli 2016, která ji zastihla ve věku 92 let.
V roce 2009 přijala od papeže Benedikta XVI. vyznamenání Pro Ecclesia et Pontifice za svou službu katolické církvi.